# Qalat (distrito)
Qalat é um distrito da província de Zabol, no Afeganistão.